# Turczaninows Hainbuche
Turczaninows Hainbuche (Carpinus turczaninowii) ist ein kleiner Baum aus der Unterfamilie der Haselnussgewächse (Coryloideae). Das natürliche Verbreitungsgebiet der Art liegt in Japan, Korea und China. Das Holz wird zur Herstellung von landwirtschaftlichen Geräten und Möbeln verwendet. Sie ist nach Nikolai Turtschaninow benannt.

## Beschreibung

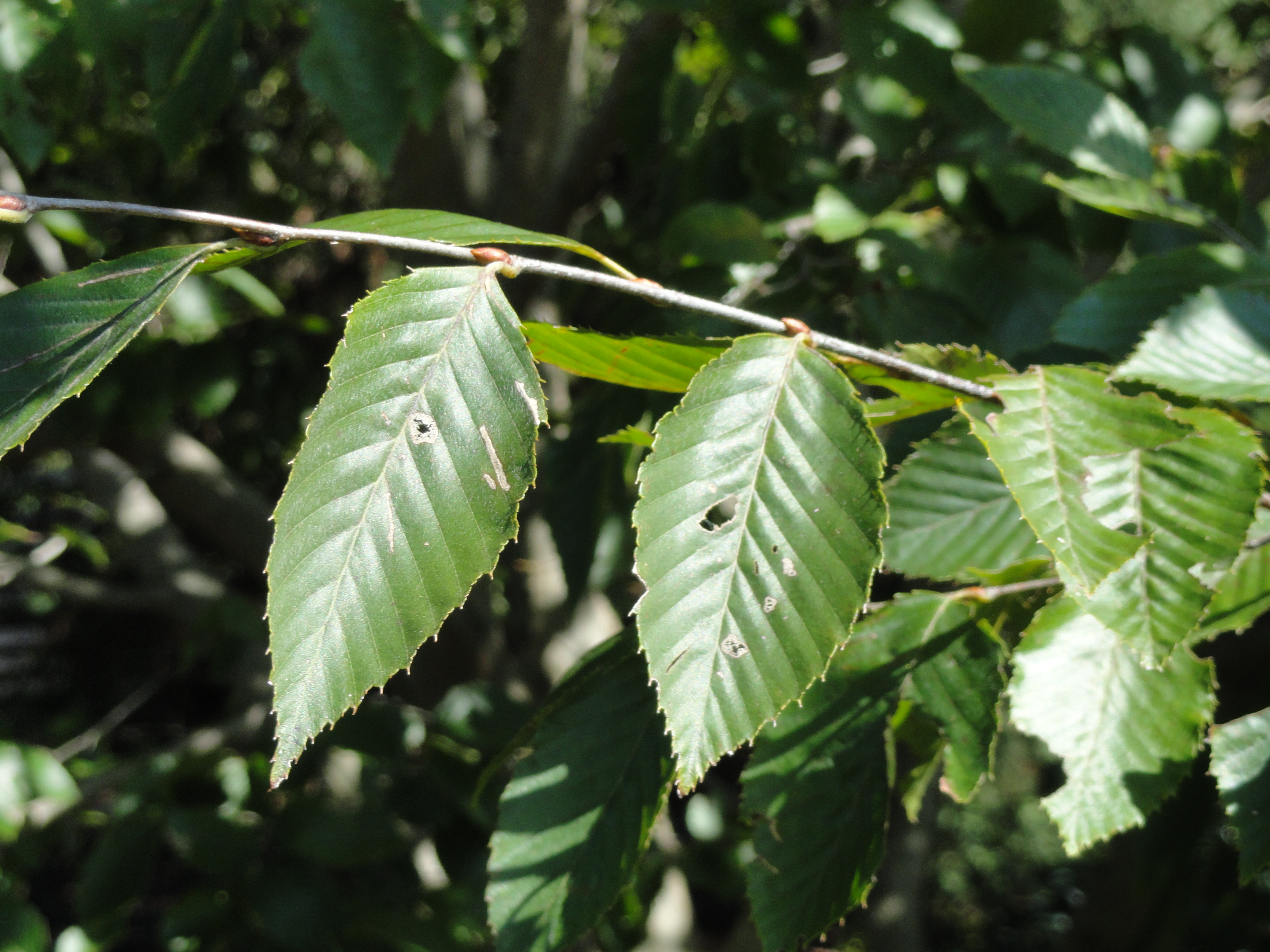
Blätter

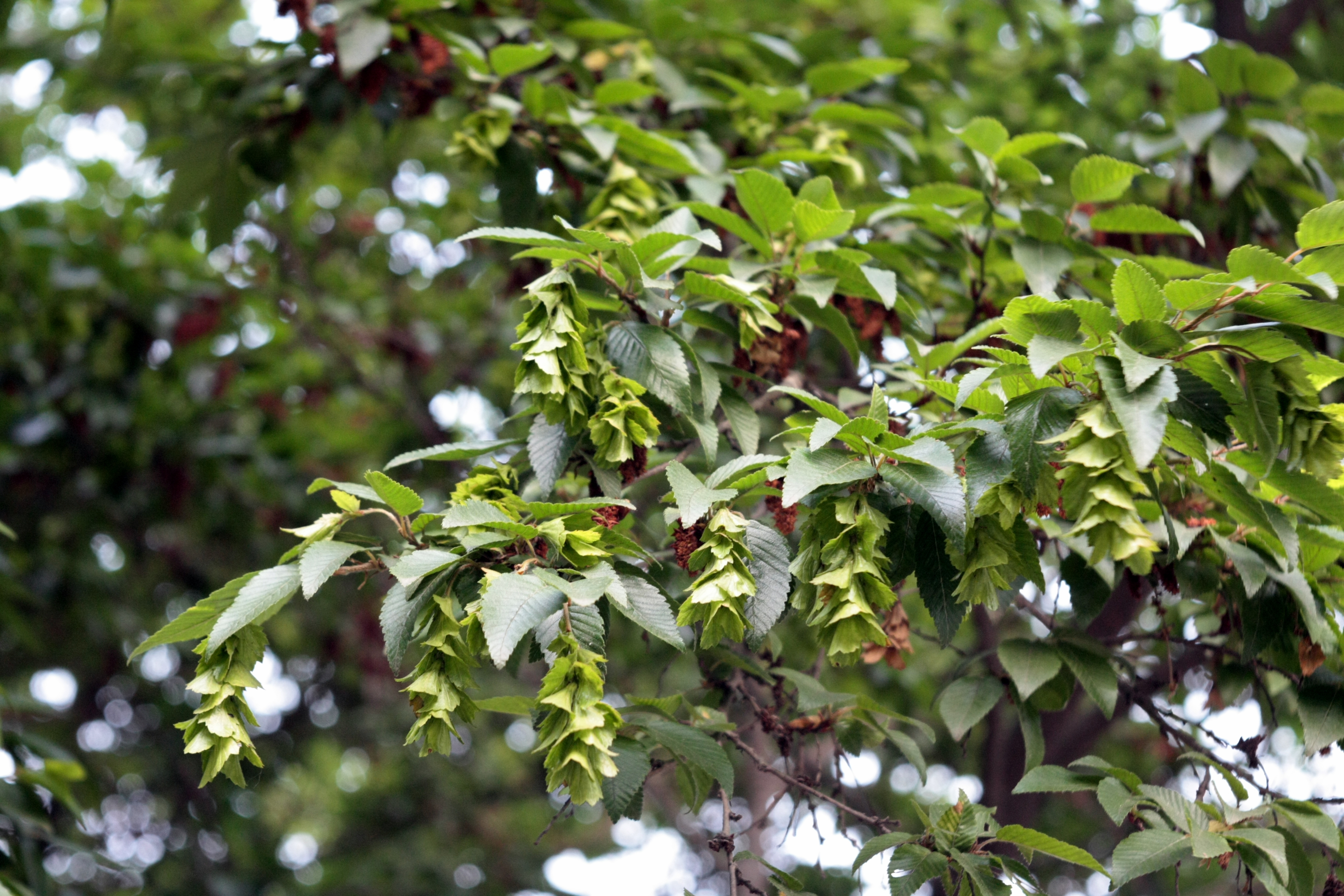
Fruchtstände

Turczaninows Hainbuche ist ein 10 bis 15 Meter hoher Baum mit dunkelgrauer Rinde. Die Zweige sind graubraun, dünn, anfangs flaumig behaart und später verkahlend. Die Laubblätter haben einen 4 bis 10 Millimeter langen, spärlich flaumig behaarten Stiel. Die Nebenblätter sind linealisch und verbleiben bis zum Laubabfall. Die Blattspreite ist 2 bis 6 Zentimeter lang und 1,3 bis 4 Zentimeter breit, eiförmig, breit eiförmig, eiförmig-elliptisch oder eiförmig rhombisch, selten eiförmig-lanzettlich, spitz oder lang zugespitzt, mit mehr oder weniger gerundeter oder breit keilförmiger, selten mehr oder weniger herzförmiger oder keilförmiger Basis und einem regelmäßig oder unregelmäßig doppelt gesägten seltener einfach gesägten Rand. Es werden acht bis zwölf Nervenpaare gebildet. Die Blattoberseite ist kahl oder entlang der Mittelader spärlich zottig behaart, die Unterseite ist entlang der Blattadern spärlich zottig behaart und zeigt Achselbärte.
Die weiblichen Blütenstände sind 3 bis 6 Zentimeter lang. Die Tragblätter sind 6 bis 20 Millimeter lang, 4 bis 10 Millimeter breit, „halb-eiförmig“ bis „halb-länglich“, spärlich flaumig behaart, spitz, lang zugespitzt oder stumpf. Der äußere Blattrand ist unregelmäßig gezähnt, manchmal gelappt, der innere Teil ist ganzrandig oder entfernt, fein gezähnt, mit 2 bis 3 Millimeter langen, eingerollten Lappen an der Basis. Es werden fünf Blattadern gebildet, die netzartigen Adern sind hervorstehend. Als Früchte werden etwa 3 Millimeter lange und 2 Millimeter breite, bis auf die spärlich zottig behaarte Spitze kahle und deutlich gerippte Nüsschen gebildet, die harzig sein können. 
Turczaninows Hainbuche blüht von Mai bis Juli, die Früchte reifen von Juli bis September.
Die Chromosomenzahl beträgt 2n = 16.

## Vorkommen und Standortansprüche
Das natürliche Verbreitungsgebiet liegt in Japan auf Honshū, Kyushu und Shikoku; auf der Koreanischen Halbinsel und in China in Peking, im Süden der Provinz Gansu, in Henan und Jiangsu, im Süden von Liaoning, in Shaanxi und Shandong. Turczaninows Hainbuche wächst in Trockenwäldern der gemäßigten Zone in Höhen von 500 bis 2400 Metern auf mäßig trockenen bis frischen, schwach sauren bis alkalischen, sandig-lehmigen bis lehmigen, nährstoffreichen Böden an sonnigen bis halbschattigen Standorten. Die Art ist wärmeliebend und meist frosthart. Sie wird der Winterhärtezone 5a zugeordnet mit mittleren jährlichen Minimaltemperaturen von −28,8 bis −26,1 °C (−20 bis −15 °F).

## Systematik
Turczaninows Hainbuche (Carpinus turczaninowii auch geschrieben als Carpinus turczaninovii) ist eine Art aus der Gattung der Hainbuchen (Carpinus). Diese wird in der Familie der Birkengewächse (Betulaceae) der Unterfamilie der Haselnussgewächse (Coryloideae) zugeordnet. Die Art wurde 1869 von Henry Fletcher Hance erstmals wissenschaftlich beschrieben. Der Gattungsname Carpinus stammt aus dem Lateinischen und wurde schon von den Römern für die Hainbuche verwendet.

## Verwendung
Das Holz von Turczaninows Hainbuche ist sehr hart, dicht und ebenmäßig und wird zur Herstellung von landwirtschaftlichen Geräten und Möbeln verwendet.

## Nachweise